# Attaque (film, 1956)
Pour les articles homonymes, voir Attaque.
Pour plus de détails, voir Fiche technique et Distribution.
Attaque (titre original : Attack!) est un film américain, réalisé par Robert Aldrich, sorti en 1956.

## Synopsis
Durant la Seconde Guerre mondiale en 1944, le lieutenant Joe Costa se trouve sous les ordres du capitaine Erskine Cooney. Ce dernier, terrifié par le combat, à cause de sa lâcheté fait tuer par manque de renfort toute une escouade de la section commandée par Costa.
Le lieutenant Harold Woodruff fait part au supérieur de Cooney, le lieutenant-colonel Clyde Bartlett, des problèmes de commandement et lui demande de relever le capitaine de ses fonctions, afin d'éviter qu'il ne mène à la mort d'autres soldats par son incompétence. Le colonel lui répond qu'il ne peut le faire sans Cooney et lui assure qu'en tout état de cause les hommes ne devraient pas repartir au front. La véritable raison qui pousse Bartlett à garder Cooney est que le père de ce dernier est juge, son appui pourrait s'avérer utile pour sa propre carrière politique. Woodruff rend compte de sa discussion avec le colonel au lieutenant Costa qui reste dubitatif. De fait, un ordre du Quartier général tombe : le régiment est mobilisé pour un assaut sur la ville de Nelle.
Le capitaine présente à son état-major un plan en deux étapes : Costa doit partir avec sa section et faire une incursion pour voir si la ville n'est pas occupée, si elle ne l'est pas, il avertit Cooney et ce dernier arrive avec le reste de la compagnie pour prendre la ville. Ce plan est suicidaire si les renforts ne viennent pas. Costa, furieux d'un plan si dangereux pour lui et ses hommes, menace Cooney de le tuer si les renforts promis n'arrivent pas au moment voulu.
Une fois arrivés près de Nelle, Costa et ses hommes sont à découvert pendant près de 400 mètres pour rejoindre les premières maisons. La ville est calme et en voyant cela, Costa récite une phrase d'un western qu'il a vu : « Ça a l'air calme, par ici. Trop calme ». Et ce qui devait arriver, arrive. À proximité des maisons de Nelle, les Allemands ouvrent le feu. Ils sont plusieurs dizaines, armés de mitrailleuses et de mortiers. C'est un massacre, seule la moitié de la section passe, Costa donne l'ordre au reste de ne pas bouger et de retourner vers le capitaine. Finalement, plus d'une dizaine d'hommes meurent. Cinq survivants dont le lieutenant Costa se retrouvent coincés dans une ferme sous la pression du tir ennemi. Costa alerte le capitaine de la situation, mais ce dernier refuse de prendre la communication, comme si ce n'était pas important. Il se défile une nouvelle fois... L'appui promis fait défaut et les cinq hommes doivent se replier. Seuls trois d'entre eux parviennent à se tirer de la situation. Costa est porté manquant.
Fort de leur ascendant, les troupes ennemies poursuivent leur incursion. Des chars d'assaut menacent le poste de commandement de Cooney. Le colonel furieux ordonne au capitaine de tenir sa position jusqu'à l'arrivée des renforts.
Le colonel parti, Cooney craque. Le lieutenant Woodruff doit organiser la défense. Surgit alors Costa, boîtant, mais bien décidé à tuer le capitaine. Woodruff parvient cependant à raisonner Costa et le convainc de s'occuper de leur déploiement. Les troupes allemandes ne tardent pas à encercler la compagnie. Cooney retrouve certains de ses hommes dans une cave et leur ordonne de se rendre. Ils refusent sachant très bien que les Allemands dans la ville ne sont pas de la Wehrmacht, mais des SS et ils sont connus pour ne pas faire de prisonniers...
Alors que Conney monte les marches pour sortir de la cave et se rendre, surgit Costa, le bras en sang, écrasé par un char. Il délire, mais est tout de même déterminé à tuer le capitaine Cooney. Au moment fatidique, sa force l'abandonne et il lâche son pistolet lors de sa chute dans l'escalier. Il réunit le peu de forces qui lui restent et se traîne lamentablement pour ramasser son arme et abattre son supérieur, mais ce dernier prend un malin plaisir à repousser légèrement du pied le pistolet chaque fois que Costa est sur le point d'atteindre son arme. Ses derniers mots sont : « Mon Dieu. Donnez-moi juste la force... de faire ça. Je dois... Je vous en prie, Seigneur. Je prie... Seigneur, envoyez-moi en enfer... avant que... ». Cooney déclare que c'est triste d'avoir perdu Costa et remonte les marches pour se rendre, mais Woodruff menace de le tuer s'il continue à monter. Ignorant la menace, Cooney continue, Woodruff fait feu sur son capitaine.
Woodruff demande qu'on l'arrête une fois de retour dans leurs lignes, mais tout le monde témoigne sa solidarité avec le lieutenant. La version officielle sera que Cooney est mort, tué par des Allemands alors qu'il montait les marches. Pour sceller ce mensonge, tout le monde tire une balle dans le cadavre du capitaine. Un sergent dit au lieutenant qu'il vaut mieux se taire, car ce qui s'est vraiment passé et ce qui se prononcera devant la cour martiale seront deux choses différentes. Et déclare même : « Je crois en la justice, mais l'armée ne m'inspire rien du tout ».
Les Américains reprennent rapidement la ville, le Colonel Bartlett, informé de la mort de son capitaine, n'est pas pour autant dupe de l'histoire qui lui est présentée. Elle va cependant dans le sens de ses intérêts. Il déclare à Woodruff qu'il fera de lui le nouveau capitaine de la compagnie et que Cooney sera lui-même récompensé pour être mort en soldat (ce qui devrait faire plaisir au père de Cooney...). Woodruff a beaucoup de réticence à jouer le jeu de Bartlett, mais ce dernier lui dit que c'est quelqu'un d'intelligent et puis qu'il a « trop à perdre » pour dire la vérité au général Parsons.
Une fois le colonel parti, Woodruff regarde le cadavre de Costa et décide de dire la vérité.

## Fiche technique
- Titre : Attaque
- Titre original : Attack!
- Réalisation : Robert Aldrich
- Scénario : James Poe, d'après la pièce Fragile Fox de Norman Brooks créée le 12 octobre  1954 au théâtre Belasco de Broadway.
- Direction artistique : William Glasgow
- Décors : Glen L. Daniels
- Photographie : Joseph Biroc
- Son : Jack Solomon
- Montage : Michael Luciano
- Musique : Frank De Vol
- Production : Robert Aldrich
- Production associée : Walter Blake
- Société de production : The Associates & Aldrich Company
- Société de distribution : United Artists
- Pays d'origine :  États-Unis
- Langue originale : anglais
- Format : Noir et blanc - 35 mm — 1,37:1- Mono (Glen Glenn Sound Company Recording)
- Genre : drame, film de guerre
- Durée : 107 minutes
- Dates de sortie :
  - États-Unis : 19 septembre 1956 (New York)
  - France : 5 octobre 1956

## Distribution
- Jack Palance (VF : Jean Claudio) : Lieutenant Joe Costa
- Eddie Albert (VF : Serge Nadaud) : Capitaine Erskine Cooney
- Lee Marvin (VF : Jean Martinelli) : Lieutenant-colonel Clyde Bartlett
- William Smithers (VF : Roger Rudel) : Lieutenant Harold Woodruff
- Robert Strauss (VF : Stéphane Audel) : Bernstein
- Richard Jaeckel (VF : Jacques Muller) : soldat Snowden
- Buddy Ebsen (VF : Robert Dalban) : Tolliver
- Jon Shepodd : John Jackson
- Peter van Eyck (VF : Howard Vernon) : Capitaine SS
- James Goodwin : Ricks
- Steven Geray : Otto (soldat allemand)
- Jud Taylor (VF : Hubert Noël) : soldat Jacob R. Abramowitz
- Louis Mercier : Brouise
- Leonard Bremen (VF : Jean Violette) : le sergent remplissant le bidon
- Strother Martin (VF : Jean Daurand) : Sergent Ingersol

## Accueil
Ces critiques sont tirées de la revue de presse faite par la Cinémathèque Française à l'occasion de la rétrospective Aldrich (26 août au 5 octobre 2009)

### Critiques positives
- "Attaque n'est pas un film insincère et exhibitionniste, mais une œuvre audacieuse et forte, dont la violence est parfaitement justifiée (...) la guerre est ici poétisée, stylisée, esquissée cruellement, mais avec une vérité de chaque trait. "
François Truffaut, Arts n°588, 10 octobre 1956
- "C’est par dizaines qu’il faudrait mentionner les scènes où le cadrage, les mouvements de la caméra, la profondeur des champs, sont les véhicules d’intentions psychologiques faciles à discerner (...). Compte tenu des moyens très limités dont disposait Aldrich, à peu près toutes les séquences sont dignes de l’anthologie"
Jean Rochereau, La Croix, 14 octobre 1956
- "Le plus pointilleux des spectateurs sera obligé de reconnaître qu’Attack, comme tous les films d’Aldrich, a ce quelque chose de plus qui fait que certains films, même ratés, restent grands. Et Attack est loin d’être raté."
France Roche, France Soir, 20 octobre 1956
- "Voici donc un film noble, courageux, puissant, ce qui fait honneur au cinéma américain et qui témoigne d’un exceptionnel talent de metteur en scène."
André Bazin, Le Parisien Libéré, 8 octobre 1956

### Critiques négatives
- "Seulement [la réalisation] est frappée de ce défaut qui empêche Aldrich de faire du cinéma au sens où j’entends ce mot : le théâtral. La direction des acteurs est constamment emphatique. La mise en scène manque de discrétion."
Claude Mauriac, Le Figaro Littéraire, 13 octobre 1956
- "Certes, Attack est un bon film (...) En fait, la seule originalité, et la seule audace, de Robert Aldrich, est d’avoir choisi comme personnage central un officier dominé par une peur chronique"
Max Favalelli, Paris Presse, 12 octobre 1956

## Autour du film
- Film très critique sur l'armée, Attaque est une des rares productions cinématographiques américaines à ne pas avoir eu l'aide de l'armée américaine. Cette dernière ayant tout simplement refusé de coopérer avec Robert Aldrich. Cela n'empêchera pas le film d'avoir le prix de la critique au Festival de Venise de 1956.
- Le film est la deuxième production de The Associates & Aldrich Company Inc., après Le Grand Couteau. À la suite du succès des Douze Salopards (1967), Aldrich fait de son entreprise un véritable studio de cinéma pour avoir une totale indépendance.